# Alpha (album Sevendust)
Alpha jest szóstym albumem zespołu Sevendust.

## Lista utworów
1. "Deathstar" – 3:38
2. "Clueless" – 3:49
3. "Driven" – 3:46
4. "Feed" – 3:37
5. "Suffer" – 3:50
6. "Beg to Differ" – 4:00
7. "Under" – 3:14
8. "Story of Your Life" – 4:09
9. "Confessions of Hatred" – 4:09
10. "Aggression" – 4:24
11. "Burn" – 9:02
12. "Alpha" – 3:45
13. "The Rim" – 3:13 [Available exclusively on Target's version]